# Varaz Vzour
Varaz Vzur ou Varaz Vzōūr est un marzban d'Arménie de 579 à 579. 

## Biographie
Sébéos raconte dans son Histoire d'Héraclius qu'après Tamkhosrau « vint Varaz Vzur, qui livra bataille dans le canton de Vanand, dans le village d’Uthmus ; d’abord repoussé, il finit par vaincre. Il resta un an et s’en retourna ». Selon René Grousset, il ne s'agit que d'une escarmouche entre les forces perses et quelques dissidents arméniens.